# Mesterséges vita
A mesterséges vita (fabrikált vita, kitalált vita) olyan vita, mely mögött nem áll valódi nézeteltérés. A mesterséges vitákat leginkább bizonyos (például marketingben, politikában, médiában érdekelt) érdekcsoportok hozzák létre médiafigyelem felkeltése vagy bizonyos kérdésekben a társadalmi attitűd kialakítása vagy megváltoztatása (framing) érdekében.
A vita keletkezhet egy kis fajsúlyú esemény mértékének felnagyításával, bizonyos felek közti valóságban nem létező vitákról szóló hamis állítások hangoztatásával, olyan viták napirenden tartásával, ahol nincs észszerű kétség továbbá információk nem szándékos félreértelmezése során.